# 2M 0746+20 b
2M 0746+20 b est une naine brune en orbite autour de l'objet 2M 0746+20, située à environ 39,8 années-lumière (12,2 pc) du système solaire. Sa découverte a été annoncée publiquement en 2010. La planète a été découverte directement en utilisant des observations d'imagerie. Cela implique la capture d'images directes de la planète en question et de son étoile hôte.
Cet astre a une masse de 30 fois celle de Jupiter, la plus grande planète de notre système solaire et de 9 535 fois celle de la Terre, ce qui le classe dans la catégorie des naines brunes (dont la masse limite inférieure est d'environ 13 masses joviennes). Sa gravité de surface est d'environ 33 fois celle de la Terre, une gravité très élevée en adéquation avec sa nature substellaire. Elle  orbite autour de son étoile en 4 640 jours juliens, environ 12,7 années terrestres. Son orbite est elliptique plutôt que circulaire, voire, relativement allongée avec une excentricité de 0,487. Elle est à une distance moyenne d'environ 2,90 unités astronomiques de l'étoile hôte.

## 2M 0746+20, l'étoile hôte
L'étoile hôte 2M 0746+20 est une naine rouge ou brune situé dans la constellation des Gémeaux, une constellation facilement visible dans l'hémisphère nord[réf. à confirmer]. Le nom complet du système est "2MASS J07464256+2000321". La déclinaison (latitude) indique la position de l'objet par rapport à l'équateur céleste, elle est exprimée en degrés. Si la valeur est positive, il est situé au nord de l'équateur céleste. Pour 2M 0746+20, l’ascension droite est 07h 46m 42,56 et la déclinaison 20° 00' 32,18.
Cette étoile a une magnitude apparente de 17,7. Sa masse et sa taille équivalent au dixième de celles du Soleil. Sa température serait de 2 205 kelvins (1 931,85° celsius).
Dans ce système planétaire, 2M 0746+20 b orbite autour de l'étoile 2M 0746+20 tous les 4 640 jours à la distance orbitale de 2,90 unités astronomiques (433 385 000 km).